# Tamiops mcclellandii
La ardilla listada del Himalaya (Tamiops mcclellandii) es una especie de roedor de la familia Sciuridae.

## Distribución geográfica
Se encuentran en Bután, Camboya, sur de China, este de la India, Laos, Malasia, Birmania, Nepal, Tailandia y Vietnam.